# Радоје Татић
Радоје Татић (Топуско, 14. јун 1935 — Сремска Каменица, 6. новембар 2001), био је преводилац са португалског, шпанског и француског језика на српски.

## Биографија
Био је један од првих преводилаца са шпанског језика на овим просторима, а његови пионирски продори у латиноамеричку књижевност, од средине шездесетих година 20. века, одавали су човека рафинираног укуса: чак и пре него што ће Европа и Америка открити континент магичног реализма, тј. снажног замаха латиноамеричке књижевности ХХ века, наши читаоци могли су да читају Борхеса, Кортасара, Рулфа, Маркеса, Неруду, Астуријаса или Паза у преводу Радоја Татића.

Преводио је поезију, прозу и теоријске радове. Његови се преводи одликују сигурним језичким изразом, духовитим преводилачким решењима и, ако је реч о теоријским радовима, поузданошћу.

Радио је у дневним листовима Борба и Вечерње новости, затим на програму за иностранство Радио Београда (касније Радио Југославија), а од 1978. до 1982. године био је саветник у амбасади СФРЈ у Бразилији.

## Награда „Радоје Татић“
Од 2002. године „Фонд Радоје Татић“, који су основали његови наследници после смрти овог врсног преводиоца, у сарадњи са Удружењем књижевних преводилаца Србије додељује сваке друге године награду за најбољи превод са шпанског или португалског на српски језик у претходне две године.

## Најважнији преводи

### Засебне књиге
Хуан Лискано, Нови свет Ориноко, 1963

Хуан Рулфо, Педро Парамо, 1966.

Хулио Кортасар, Тајно оружје, 1969.

Мигел Анхел Астуријас, Гватемалске легенде, 1969.

Пабло Неруда, Сунце у репу ветра (избор и превод), 1969.

Октавио Паз, Лук и лира, 1979.

Хуан Октавио Пренс, Чисти рачуни, 1979.

Роже Кајоа, Игре и људи, 1979.

Пауло Коељо, Алхемичар, 1995.

Разни аутори, Приче из Латинске Америке (избор и превод), 1999.

Антонио Порпета, Побуна ветра, 1999.

### Антологије и збирке
Његови преводи поезије и кратких прича објављивани су у више антологија и збирки:
Светлости Кордиљера, антологија хиспаноамеричке поезије 1920-1970, 1974.

Федерико Гарсија Лорка, Целокупна дела („Путописи, приповести, огледи“), 1974.

Антологија кратке приче Латинске Америке, 1983.

Сновиђења са обале Рио де ла Плате, 1995.